# کوانتوم

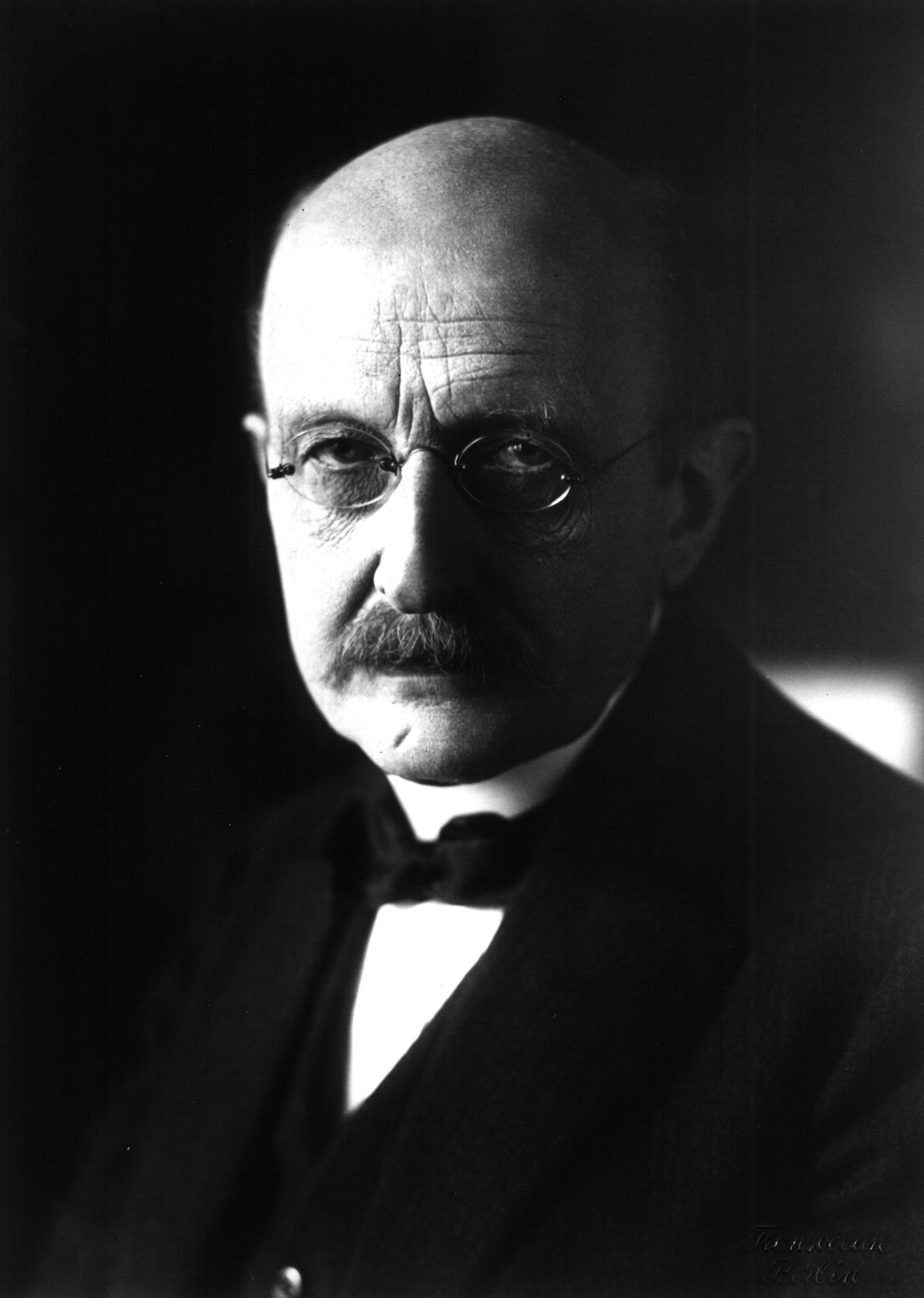
ماکس پلانک (۱۸۵۸–۱۹۴۷)فیزیک‌دان آلمانی که اغلب به عنوان پدر مکانیک کوانتومی شناخته می‌شود؛ برنده جایزه نوبل فیزیک سال ۱۹۱۸

اصطلاح کُوانتوم (به لاتین: quantum) در فیزیک به کمترین و گسسته‌ترین حالت و مقدار ممکن از یک کمیت، مقدار پایه یا یک کوانتوم آن کمیت می‌گویند. یک کمیت کوانتیده، تنها می‌تواند مقدارهایی گسسته یعنی مضرب صحیحی از کوانتوم آن کمیت را اختیار کند؛ برای نمونه، مقدار بار الکتریکی یک جسم که در اثر مالش باردار شده، همواره مضرب صحیحی از بار الکتریکی یک الکترون است. به عنوان مثال هیچگاه مقدار بار الکتریکی یک جسم ۳/۵ برابر بار الکتریکی یک الکترون نخواهد بود. در اینجا به مقدار بار الکتریکی یک الکترون، کوانتوم یا بار پایه کمیت الکتریسیته می‌گویند و بار الکتریکی کل جسم نیز کمیت کوانتیده است که مشخص است بار الکتریکی کل جسم بیشتر از بار یک الکترون است اما معین، که باعث می‌شود مضربی از آن محسوب شود.

## چند کمیت کوانتیده

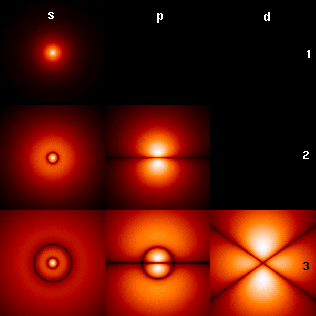
اوربیتال اتم هیدروژن

در فیزیک تعداد کمیت‌های کوانتیده‌ی شناخته شده محدود می‌باشند:
- بار الکتریکی: کوانتیده بودن این کمیت در سال ۱۹۱۱ توسط رابرت میلیکان و هاروی فلچر طی آزمایش قطره روغن مشاهده شد. در نظریهٔ الکترومغناطیس کلاسیک، قانون مشخصی وجود ندارد که کوانتیده بودن بار الکتریکی را ایجاب نکند.[۱] بلکه بار الکتریکی پیوسته فرض می‌شود و می‌توان هر مقدار دلخواه از آن را جدا کرد. پاول دیراک نشان داده است که در صورت یافت شدن تک قطبی‌های مغناطیسی در طبیعت -که تاکنون دیده نشده‌اند- می‌توان کوانتیده بودن بار الکتریکی را توجیه کرد. به همین دلیل هنوز در شتاب‌دهنده‌ها جستجو برای یافتن بارهای مغناطیسی ادامه دارد.
- رسانندگی الکتریکی: یک مثال دیگر از کمیت‌های کوانتیده در فیزیک کوانتومی رسانایی است که بر اساس تعریف، نسبت جریان الکتریکی به ولتاژ الکتریکی می‌باشد. در بعضی از مواد و در شرایطی خاص، جریان الکتریکی با تغییر ولتاژ الکتریکی به‌طور پیوسته تغییر نمی‌کند، بلکه به صورت پله‌ای افزایش می‌یابد؛ بنابراین در اینجا رسانایی فقط می‌تواند ضرایب صحیحی از یک کوانتوم رسانایی را اختیار کند. در اثر کوانتومی هال و نیز در یک اتصال نقطه‌ای کوانتومی این پدیده مشاهده می‌شود.[۲]
- انرژی: در مکانیک کوانتومی انرژی به عنوان مشتق زمانی تابع موج و به صورت عملگر انرژی تعریف می‌شود. معادله شرودینگر عملگر انرژی را با انرژی کل یک ذره یا سامانه برابر قرار می‌دهد. پاسخ این معادله تنها می‌تواند مقادیری گسسته اختیار کند. انرژی الکترون‌های متعلق به یک اتم کمیتی کوانتیده است و این پدیده عامل پایداری اتم و در نهایت ماده می‌باشد. سطوح انرژی یک الکترون در اتم گسسته است. همچنین پاسخ این معادله برای هر نوسانگر و نیز امواج الکترومغناطیسی مقادیری گسسته اختیار می‌کند. در این موارد انرژی مضربی از ثابت پلانک و بسامد نوسان خواهد بود:

{\displaystyle E=nh\nu }
که در آن {\displaystyle h} ثابت پلانک و {\displaystyle \nu } بسامد نوسانگر است.
کوانتوم انرژی برای امواج الکترومغناطیسی مانند نور فوتون نام دارد.

## محدودیت‌هایفیزیک کلاسیک
پایان قرن نوزدهم و آغاز بیستم دوره بحران در فیزیک بود. یک رشته نتیجه‌های تجربی به مفاهیمی نیاز داشتند که کاملاً با فیزیک کلاسیک ناسازگارند.
پیشرفت در این موارد موجب کشاکش جذاب از حدسهای اساسی و آزمایشهای درخشان در پایان به نظریه کوانتومی منجر شد.
مکانیک کوانتومی نظریه‌ای است که اساس آن بر این فرض‌ها استوار است و به بررسی و مطالعه پدیده‌های در ابعاد اتم یا کوچکتر از اتم می‌پردازد.